# Charmosyna amabilis
Charmosyna amabilis là một loài chim trong họ Psittacidae.